# Maria (Uszakowa)
Maria, imię świeckie Jelizawieta Aleksiejewna Uszakowa (zm. 19 sierpnia 1904) – rosyjska mniszka prawosławna, pierwsza przełożona monasteru Trójcy Świętej w Diwiejewie.
Na wstąpienie do monasteru zdecydowała się po lekturze pism Tichona Zadońskiego, zaś wspólnotę żeńską w Diwiejewie wybrała, dowiedziawszy się o działalności mnicha Serafina z Sarowa, który był jej spowiednikiem. Wspólnota diwiejewska, zorganizowana przez Aleksandrę (Mielgunową), nie posiadała jeszcze wówczas statusu monasteru. Jelizawieta Uszakowa dołączyła do niej w 1844. Początkowo wykonywała różne prace w klasztorze. Następnie zaproponowano jej obowiązki ekonomki, które początkowo chciała odrzucić, ostatecznie jednak, za radą mnicha Antoniego z Ardatowa, przyjęła. Następnie została przełożoną wspólnoty. W 1862 złożyła wieczyste śluby mnisze, przyjęła imię Maria i otrzymała godność ihumeni. Stała się tym samym pierwszą przełożoną wspólnoty diwiejewskiej po uzyskaniu przez nią statusu pełnoprawnego monasteru (odbyło się to w tym samym roku). W okresie zarządzania monasterem przez ihumenię Marię klasztor został rozbudowany: powstały w nim sobór Trójcy Świętej, cerkwie św. Marii Magdaleny i św. Aleksandra Newskiego, dom ihumeni, dom duchowieństwa i dzwonnica. Ihumenia zmarła w 1904 i została pochowana na terenie monasteru. Na jej grobie znajdowała się kaplica, która po zamknięciu klasztoru w 1927 została zniszczona. W 2002 szczątki mniszki zostały odnalezione w pobliżu ściany pomieszczenia ołtarzowego soboru Trójcy Świętej.